# Jacob P. Adler

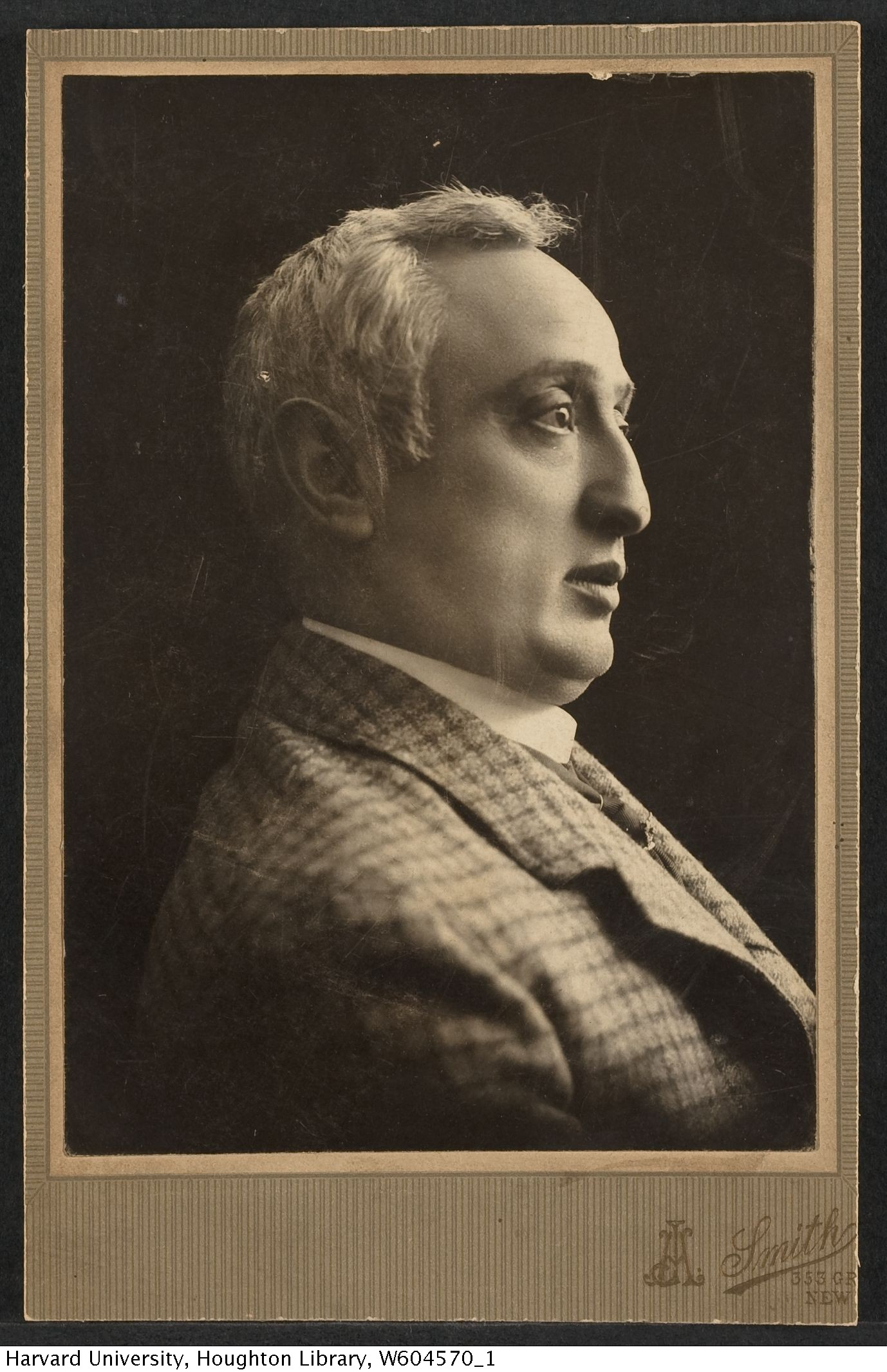
Jacob P. Adler (1918 oder früher)

Jacob Pavlovich Adler, eigentlich Jankew Pawlowitsch Adler, (geboren 12. Februar 1855 in Odessa, Russisches Kaiserreich; gestorben 31. März 1926 in New York) war ein jiddischer Schauspieler und Theaterleiter in Odessa, London und New York.

## Leben
Jankew Adler wuchs in Odessa auf. Dort feierte er erste Erfolge als Schauspieler im Theater von Israel Rosenberg.
1883 emigrierte er nach London. Dort gründete er ein eigenes Theater, das sehr erfolgreich war. Nach anhaltendem Widerstand des Oberrabbiners gegen sein jiddisches Theater ging er 1889 nach New York.
Dort gründete er ein eigenes Theater, das Grand Theatre. Adler wurde einer der wichtigsten Akteure des jiddischen Theaters in New York. Seine Memoiren erschienen zwischen 1916 und 1919 in der jiddischen Zeitung Die Varheit.

## Familie
Jacob Adler heiratete nacheinander die Schauspielerinnen Sonya Oberlander († 1886), Dinah Shtettin (1862–1946, Scheidung 1891) und Sara Heine-Levitsky (1858–1953). Stella Adler, seine Tochter mit Sara, war eine bekannte Bühnenschauspielerin und Theaterpädagogin. Die Söhne Luther Adler und Jay Adler wurden ebenfalls als Schauspieler bekannt.